# Травна система риб
Рибам притаманний широкий спектр харчових об'єктів та методів харчування. Загалом, риби можуть бути поділені на травоїдних, хижаків, детритофагів та всеїдних. Рослиноїдні риби можуть харчуватись як макро- так і мікроводоростями, а також водними квітковими рослинами. Деякі з рослиноїдних риб пристосовані до харчування планктоном, фільтруючи його спеціалізованими зябровими тичинками на зябрових дугах: наприклад, різні види товстолобиків (Hypophthalmichthys molitrix, Hypophthalmichthys nobilis) харчуються винятково за рахунок цього ресурсу і є строго визначеними рибами-фільтраторами мікроскопічних водоростей, що мешкають в товщі води (саме тому товстолобик не може бути впійманим на будь-яку наживку). Морські риби з родини Pomacentridae працюють як фермери. Ці риби харчуються бентосними макроводоростями, причому кожна риба має визначену ділянку, де вона вириває всі водорості, залишаючи рости тільки ти види, котрими харчується — при цьому не вириваючи їх під час харчування, а лише частково обкусюючи.
Хижі риби використовують як харчовий ресурс найширший спектр об'єктів. Планктонні фільтратори (такі як Китова акула — найбільша сучасна риба) відфільтровують зоопланктон з товщі води; окрім того, риби можуть харчуватись ракоподібними, молюсками, пласкими, круглими та кільчастими червами, а також іншими рибами. Найбільш спеціалізованими з хижих риб є такі, що харчуються ектопаразитами інших риб (представники родин Labridae, Chaetodontidae та інші), які вибирають паразитів та відмерлі шматочки шкіри з поверхні тіла риб-"клієнтів", які спеціально відвідують місця помешкання «чистильщиків», і навіть вшикуються там в чергу.
Багато видів риб можуть змінювати тип харчування протягом життя: такі, що харчуються планктоном в молодому віці, можуть переходити на харчування рибами або великими безхребетними в дорослому стані.